# درگیری حزب دموکرات کردستان و اتحادیه میهنی کردستان در مه ۱۹۹۴
درگیری حزب دموکرات کردستان و اتحادیه میهنی کردستان در مه ۱۹۹۴، نخستین برخورد خشونت‌آمیز در جریان جنگ داخلی کردستان عراق بود که طی آن دو جناح رقیب در کردستان عراق، یعنی حزب دموکرات کردستان عراق و اتحادیۀ میهنی کردستان به جنگ علیه یکدیگر پرداختند. این درگیری نزدیک به ۳۰۰ کشته بر جای گذاشت. در نتیجۀ این درگیری شهرهای شقلاوه و چمچمال که در دست حزب دموکرات کردستان بود، توسط اتحادیۀ میهنی کردستان تصرف شد.